# تنفو
شركة تنفو Tenfu Group هي شركة صينية مختصة بالشاي ومنتجاته.
تأسست عام 1993.